# 塞濟莫沃烏斯季
塞濟莫沃烏斯季是捷克的城鎮，位於該國西南部，距離首府捷克布傑約維采60公里，由南波希米亞州負責管轄，面積8.46平方公里，海拔高度399米，2007年人口7,302。

## 外部連結
- Official town website （页面存档备份，存于）